# Val Guest
Val Guest , född Valmond Maurice Grossmann 11 december 1911 i London, död 10 maj 2006 i Palm Springs, Kalifornien var en brittisk filmregissör, manusförfattare och filmproducent.

## Utmärkelser
Guest vann BAFTA Award för bästa brittiska manus 1962 för Jordens sista dag.

## Filmografi i urval
- 1944 – Elefantklubben (manus och regi)
- 1947 – Bill som detektiv (regi)
- 1950 – Härligt förälskad (manus)
- 1954 – I mannens våld (regi)
- 1954 – Robin Hood - farornas man (regi)
- 1954 – The Runaway Bus (regi)
- 1955 – Xperiment Q (regi)
- 1957 – Snömannen (regi)
- 1958 – Fånglägret den blodiga ön (manus och regi)
- 1958 – Oss fifflare emellan (regi)
- 1958 – Vanvett till sjöss (manus och regi)
- 1959 – Expresso Bongo (regi och musik)
- 1959 – Helvetet i djungeln (regi)
- 1961 – Hindra mig från att döda (manus, regi och produktion)
- 1961 – Jordens sista dag (manus, regi och produktion)
- 1964 – Sexdrottningen (regi)
- 1965 – Agent K med pass till evigheten (regi)
- 1967 – Casino Royale (regi)
- 1967 – Specialuppdrag K Secret Service (manus och regi)
- 1969 – Akita - solens förbannelse (regi)
- 1972 – Au Pair Girls (manus och regi)
- 1975 – Killer Force (manus och regi)